# Lactarius chromospermus
Lactarius chromospermus är en svampart som beskrevs av Pegler 1982. Lactarius chromospermus ingår i släktet riskor och familjen kremlor och riskor.   Inga underarter finns listade i Catalogue of Life.